# Audencourt
Audencourt est une ancienne commune française du Nord, rattachée en 1964 à la commune de Caudry.

## Géographie

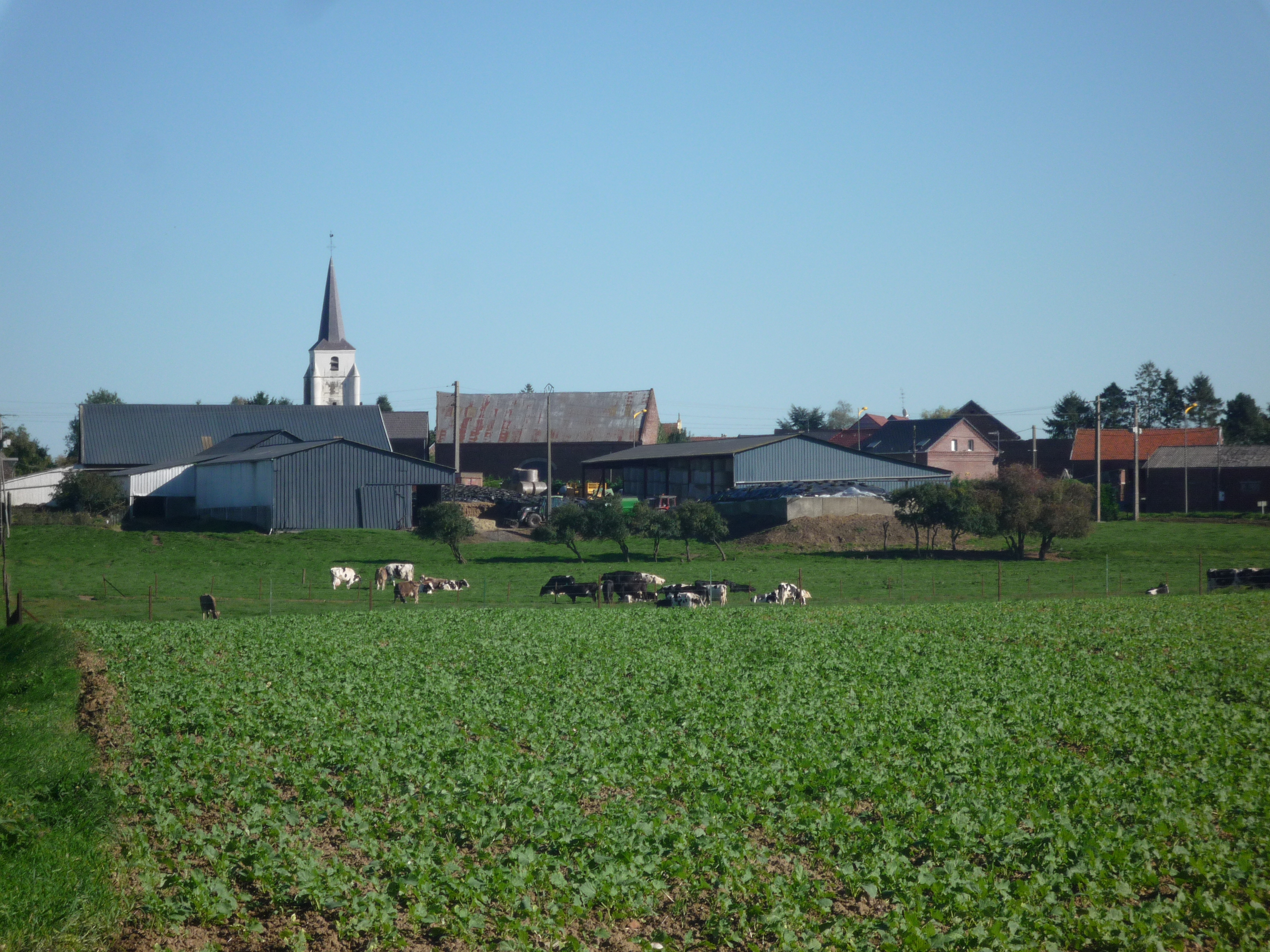
Audencourt le village.

## Histoire
Audencourt était l'une des douze pairies du Cambrésis.
Maire en 1802-1803 : Étienne Bourdon.
Maire en 1807-1808 : Bricout,.
Le 1er juillet 1964, la commune d'Audencourt est rattachée à celle de Caudry sous le régime de la fusion simple.

## Héraldique
| Blason | Blasonnement : D'argent au lion de gueules, surmonté d'un lambel à quatre pendants d'azur. |

## Démographie
| 1906 | 1911 | 1921 | 1926 | 1931 | 1936 | 1946 | 1954 | 1962 |
| ---- | ---- | ---- | ---- | ---- | ---- | ---- | ---- | ---- |
| 277  | 311  | 256  | 260  | 253  | 255  | 230  | 223  | 183  |

## Lieux et monuments
- Église Saint-Barthélémy